# Línea Toei Mita
La línea Mita (三田線 Mita-sen?) es una línea del metro de Tokio, que da servicio a su zona metropolitana, perteneciendo a la red gestionada por la compañía TOEI de transporte. Discurre entre Nishi-Takashimadaira en Itabashi y Meguro en Shinagawa. Los trenes a menudo continúan, dando servicio directo hacia Den-en-Chofu y luego a Hiyoshi en la línea de Meguro, de Tokyu Corporación. En los mapas y carteles, la línea se muestra en color azul marino, y las estaciones llevan la letra "I" seguida de dos dígitos (la "M" pertenece ya a la línea Marunouchi).

## Historia
La línea Mita fue concebida en 1957 como una rama norte de la Línea 5 (actual línea Tozai) para el segmento entre Otemachi e Itabashi. En virtud de una propuesta revisada en 1962, la línea se hizo independiente y su construcción fue realizada por el Gobierno Metropolitano de Tokio. La nueva línea, cuyo número de planificación es el 6, estaba prevista para ejecutarse desde la estación de Gotanda en la costa sur-occidental de la línea Yamanote por el centro de Tokio, yendo al norte a través de la extensión Yamatochō. Esta línea interopera en la estación de Mita con la Línea Toei Asakusa).
Debido a diversas consideraciones políticas, el diseño de la línea de Mita cambio varias veces en la década de 1960. El primer fin era poder servir a Toda en Saitama, para las carreras en el río Sasame de los Juegos Olímpicos de 1964. El Gobierno de Saitama también propuso que la nueva línea llegara hasta Omiya.
En 1964, estos planes fueron cambiados a fin de que la línea de Mita se conectara a la línea Tobu Tojo a través de un ramal que se construirá por Tobu a Shimura, el extremo norte de la línea. Para el extremo sur, la conexión a la red Tokyu se haría a través de una línea que sería construida por Tokyu de Sengakuji a Kirigaya y a continuación, la ruta sería la entonces línea Den-en Toshi, al oeste, hasta Nagatsuta.
Pero tanto Tobu como Tokyu decidieron al año siguiente operar a través del entonces Teito Rapid Transit Authority ( "Eidan" o "ATRC", el presente Metro de Tokio) en lugar de nuevas líneas. De este modo, el Gobierno Metropolitano de Tokio decidió iniciar la construcción en la parte central de la línea, dejando los planes para la Itabashi Mita a desarrollos futuros.
El primer segmento de la línea se inauguró el 27 de diciembre de 1968 entre Sugamo y Takashimadaira (10,4 km). La línea se amplió 7,3 km al sur de Hibiya, el 30 de junio de 1972, y 3.3 km más al sur de Mita, el 27 de noviembre de 1973. El tramo norte de 1.5 kilómetros de extensión, se completó el 6 de mayo de 1976. Veinticuatro años después, la línea funcionaba entre Mita y Nishi-Takashimadaira y la sección Mita-Sengakuji había quedado incompleta.
En 1985, el Ministerio de Transporte respaldó definitivamente el plan con respecto a la extensión sur de la línea, dejado de lado todos los planes para una mayor extensión hacia el norte debido al desarrollo de la línea Saikyo. El 26 de septiembre de 2000, el último segmento de 4 kilómetros de Mita a Meguro quedó abierto, mismo que está compartido con la línea Namboku de Shirokane-Takanawa a Meguro.

## Estaciones
Todas las estaciones están localizando en Tokio.

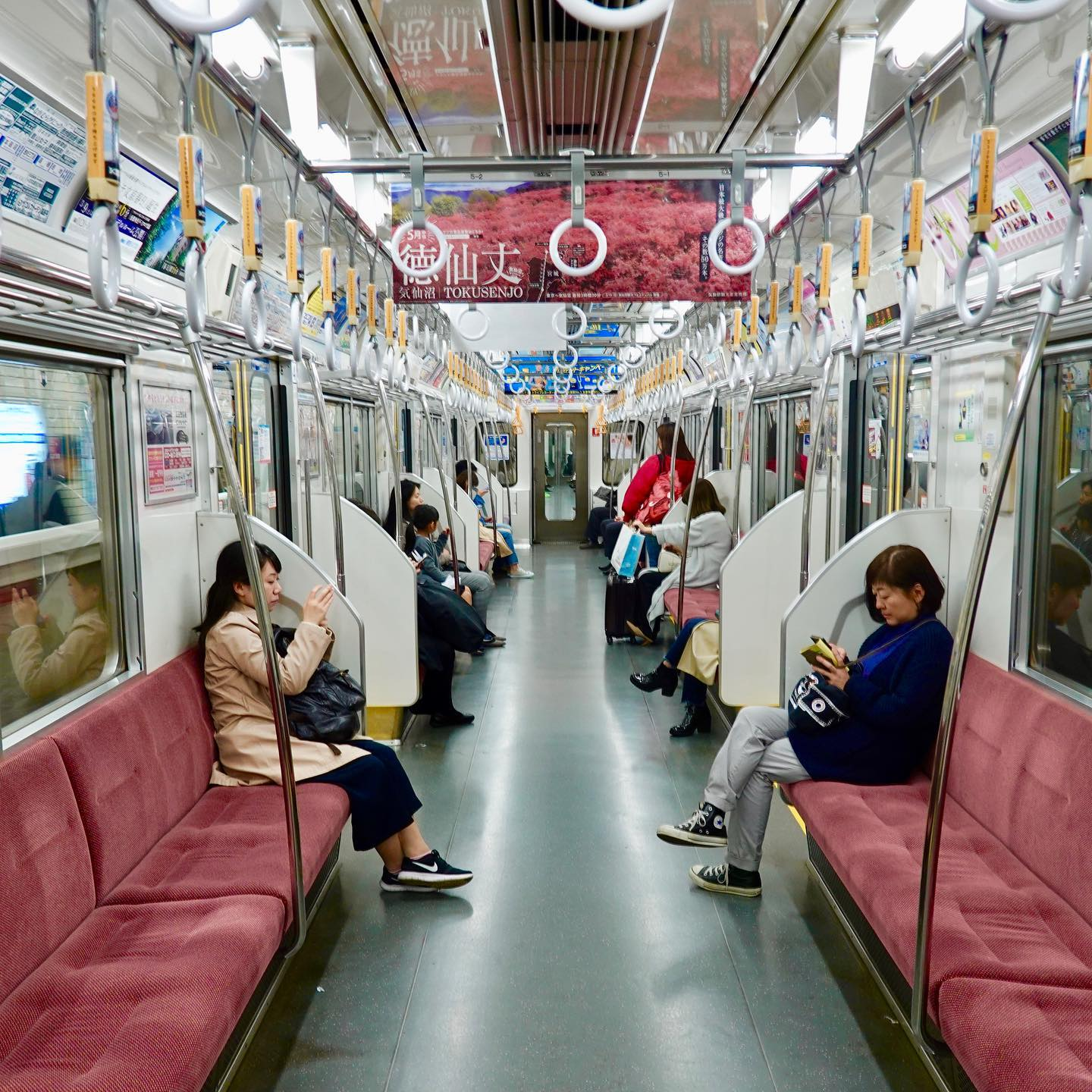
Interior de un tren Toei en Tokio, línea Mita

| Código | Estación              | Japonés      | Longitud (km)    | Longitud (km) | Transferencias | Ubicación |
| Código | Estación              | Japonés      | Entre estaciones | Total         | Transferencias | Ubicación |
| ------ | --------------------- | ------------ | ---------------- | ------------- | --- | --------- |
| I-01   | Meguro                | 目黒         | -                | 0.0           | - Línea Tōkyū Meguro - Línea Namboku (N-01) - Línea Yamanote                                                                                    | Shinagawa |
| I-02   | Shirokanedai          | 白金台       | 1.3              | 1.3           | Línea Namboku (N-02) | Minato    |
| I-03   | Shirokane-Takanwa     | 白金高輪     | 1.0              | 2.3           | Línea Namboku (N-03) | Minato    |
| I-04   | Mita                  | 三田         | 1.7              | 4.0           | - Línea Toei Asakusa (A-08) - Línea Yamanote (Tamachi) - Línea Keihin-Tōhoku (Tamachi)                                                          | Minato    |
| I-05   | Shibakōen             | 芝公園       | 0.6              | 4.6           | | Minato    |
| I-06   | Onarimon              | 御成門       | 0.7              | 5.3           | | Minato    |
| I-07   | Uchisaiwachō          | 内幸町       | 1.1              | 6.4           | | Chiyoda   |
| I-08   | Hibiya                | 日比谷       | 0.9              | 7.3           | - Línea Hibiya (H-07) - Línea Chiyoda (C-09) - Línea Yūrakuchō (Yūrakuchō: Y-18) - Línea Yamanote (Yūrakuchō) - Línea Keihin-Tōhoku (Yūrakuchō) | Chiyoda   |
| I-09   | Ōtemachi              | 大手町       | 0.9              | 8.2           | - Línea Marunouchi (M-18) - Línea Tōzai (T-09) - Línea Chiyoda (C-11) - Línea Hanzōmon (Z-08)                                                   | Chiyoda   |
| I-10   | Jimbōchō              | 神保町       | 1.4              | 9.6           | - Línea Toei Shinjuku (S-06) - Línea Hanzōmon (Z-07)                                                                                            | Chiyoda   |
| I-11   | Suidobashi            | 水道橋       | 1.0              | 10.6          | Línea Chūō-Sōbu | Bunkyō    |
| I-12   | Kasuga                | 春日         | 0.7              | 11.3          | - Línea Toei Ōedo - Línea Marunouchi (Korakuen: M-22) - Línea Namboku (Korakuen: N-11)                                                          | Bunkyō    |
| I-13   | Hakusan               | 白山         | 1,4              | 12,7          | | Bunkyō    |
| I-14   | Sengoku               | 千石         | 1.0              | 13.7          | | Bunkyō    |
| I-15   | Sugamo                | 巣鴨         | 0.9              | 14.6          | Línea Yamanote | Toshima   |
| I-16   | Nishi-Sugamo          | 西巣鴨       | 1.4              | 16.0          | Línea Toden Arakawa (Shin-Koshinzuka) | Toshima   |
| I-17   | Shin-Itabashi         | 新板橋       | 1.0              | 17.0          | Línea Saikyō (Itabashi) | Itabashi  |
| I-18   | Itabashi-Kuyakushōmae | 板橋区役所前 | 0.9              | 17.9          | | Itabashi  |
| I-19   | Itobashihonchō        | 板橋本町     | 1.2              | 19.1          | | Itabashi  |
| I-20   | Motohasunuma          | 本蓮沼       | 0.9              | 20.0          | | Itabashi  |
| I-21   | Shimura-Sakaue        | 志村坂上     | 1.1              | 21.1          | | Itabashi  |
| I-22   | Shimura-Sanchōme      | 志村三丁目   | 0.9              | 22.0          | | Itabashi  |
| I-23   | Hasune                | 蓮根         | 1.2              | 23.2          | | Itabashi  |
| I-24   | Nishidai              | 西台         | 0.8              | 24.0          | | Itabashi  |
| I-25   | Takashimadaira        | 高島平       | 1.0              | 25.0          | | Itabashi  |
| I-26   | Shin-Takashimadaira   | 新高島平     | 0.7              | 25.7          | | Itabashi  |
| I-27   | Nishi-Takashimadaira  | 西高島平     | 0.8              | 26.5          | | Itabashi  |